# Parapheromia configurata
Parapheromia configurata là một loài bướm đêm trong họ Geometridae.